# قلعة الشيخ سلطان بن زايد
 قلعة الشيخ سلطان بن زايد  في مدينة العين، تابعة لـ إمارة أبوظبي في الإمارات العربية المتحدة.القلعة شيدها الشيخ سلطان بن زايد الكبير سنة 1907 في وسط مدينة العين، كانت مقراً لحاكم المنطقة الشرقية قبل أن يتولّى حكم إمارة أبوظبي خلال الفترة ما بين 1922 إلى 1926 حيث أقيمت الاجتماعات الرسمية وتم استقبال الوفود الأجنبية فيهالتصبح مقراً لشيوخ آل نهيان الذين تعاقبوا على حكم المنطقة الشرقية من الإمارة في السنوات اللاحقة حتى اختارها الشيخ زايد بن سلطان آل نهيان عام 1971 لتكون مقراً لأول متحف في المدينة.وتتخذ القلعة شكل مربع يبلغ طول ضلعه حوالي 30 متراً ولها مدخل واحد من جهة الجنوب بارز عن الجدران ويعد المدخل الوحيد للقلعة ويفتح به باب مستطيل يعلوه ثلاث فتحات مربعة الشكل ثم أربع أخرى مستديرة (مزاغل) تسمى كذلك باللهجة المحلية بـ المرمى أي فتحات الرمي.
ويرجح أن الفتحات الأربع المستديرة كانت تستخدم للبنادق بينما كانت الفتحات المربعة تستخدم لرمي السهام، أما باب القلعة فقد تم صنعه من الخشب السميك المدعم بمدببات سميكة من الحديد لتوفير أكبر قدر من الحماية لبوابة القلعة إذا ما تعرضت للهجوم.
```
 وفوق الباب وعلى  لوحة خشبية كتب بيتان من الشعر النبطي:
[
2
]
```

لا نجم السعد في بيت العلا
                  مجد باقٍ على رغم المعادي
شاد بيت الملك سلطان بن زايد
                أشرق التاريخ باليوم السعيد

بنيت القلعة بشكل يتلاءم مع العمارة الصحراوية بحيث تكون مقاومة للحرارة الشديدة وذلك بفضل مواد البناء مثل الطين والحجارة والخشب وجذوع النخل

## قلاع الإمارات
- قائمة قلاع وحصون الإمارات
- قلعة الشيخ سلطان بن زايد على يوتيوب